# 18 ноември
18 ноември е 322-рият ден в годината според григорианския календар (323-ти през високосна). Остават 43 дни до края на годината.

## Събития
- 1095 г. – Под ръководството на папа Урбан II във френския град Клермон започва Събор на католическата църква, на който е огласена Свещената война – кръстоносните походи.
- 1307 г. – Според легендата, Вилхелм Тел прострелва със стрела ябълка, поставена върху главата на сина му.
- 1850 г. – При най-големия пожар в историята на Краков половината сгради в града са изпепелени.
- 1868 г. – Дмитрий Менделеев създава в Москва Руско химическо дружество.
- 1870 г. – Между градовете Тур и Париж е установена пощенска връзка с използване на гълъби.
- 1879 г. – Открита е Първа Софийска девическа гимназия.
- 1893 г. – Открита е жп линията София – Перник (34 км).
- 1901 г. – САЩ и Обединеното Кралство сключват договор за строежа на Панамския Канал. Строежът трае 10 години. По време на строителството му живота си са загубили общо 27 500 работници.
- 1912 г. – Балканска война: Поражение на България от Османската империя в Чаталджанската операция.
- 1912 г. – Балканската война: Победа на Сърбия срещу Османската империя Битолската битка.
- 1916 г. – Първа световна война: Завършва Битката при Сома, започнала на 1 юли 1916.
- 1918 г. – Латвия обявява национална независимост от Съветска Русия.
- 1923 г. – Провеждат се избори за 21 Обикновено народно събрание на България, които са спечелени от управляващата коалиция на Демократическия сговор.
- 1928 г. – В Ню Йорк се състои премиерата на първия озвучен анимационен филм на Уолт Дисни с героите Мики Маус и Мини Маус.
- 1929 г. – Червената армия преминава границата с Манджурия и окупира част от страната.
- 1936 г. – Германия и Италия декларират, че признават испанското правителство на генерал Франко.
- 1945 г. – На парламентарните избори в България побеждава Отечествения фронт, доминиран от представители на БКП.
- 1978 г. – В Гвиана 911 членове на сектата Храм на народа извършват масово самоубийство.
- 1987 г. – При пожар в Лондонското метро загиват 30 души.
- 1987 г. – Етиопското правителство обявява хуманитарна криза в северната част на страната, където гладуват над 5 милиона души.
- 1989 г. – Българската опозиция провежда първия си масов митинг на площада пред Храм-паметника Свети Александър Невски.
- 1991 г. – След 3-месечна обсада, хърватският град Вуковар капитулира пред обсаждащите го сили на Югославската народна армия и сръбски паравоенни групи.
- 1996 г. – В резултат на възникнал пожар в Тунела под Ла Манш са ранени над 30 души.
- 1996 г. – Президентът на България Желю Желев провежда последователни консултации с парламентарните сили по въвеждане на валутен борд.
- 2000 г. – Излъчена е първата емисия на bTV новините.
- 2001 г. – Провежда се втори тур на Президентските избори в България, спечелени от Георги Първанов с вицепрезидент Ангел Марин.
- 2003 г. – Масачузетс става първият щат на САЩ, който дава право на брак на хомосексуални двойки.

## Родени
- 1522 г. – Ламорал Егмонт, фламандски благородник († 1568 г.)
- 1647 г. – Пиер Бейл, френски философ († 1706 г.)
- 1786 г. – Карл Вебер, немски композитор († 1826 г.)
- 1787 г. – Луи Дагер, френски изобретател и пионер във фотографията († 1851 г.)
- 1828 г. – Джон Лангдън Даун, английски лекар († 1896 г.)
- 1832 г. – Адолф Ерик Норденшелд, шведски геолог († 1901 г.)
- 1863 г. – Рихард Демел, немски поет, драматург и романист († 1920 г.)
- 1874 г. – Кръсте Мисирков, публицист († 1926 г.)
- 1880 г. – Наум Торбов, български архитект († 1952 г.)
- 1887 г. – Адемар Гелб, немски психолог († 1934 г.)
- 1891 г. – Джио Понти, италиански архитект († 1979 г.)
- 1897 г. – Патрик Блакет, британски физик, Нобелов лауреат през 1948 г. († 1974 г.)
- 1902 г. – Жорж Алека Дамас, габонски политик († 1982 г.)
- 1906 г. – Корнелиу Баба, румънски живописец († 1997 г.)
- 1906 г. – Клаус Ман, немски писател († 1949 г.)
- 1917 г. – Педро Инфанте, мексикански актьор и певец († 1957 г.)
- 1923 г. – Алън Шепърд, американски астронавт († 1998 г.)
- 1930 г. – Венцел Райчев, български социолог († 2009 г.)
- 1933 г. – Минка Сюлеймезова, българска актриса († 2006 г.)
- 1933 г. – Василис Василикос, гръцки писател († 2023 г.)
- 1936 г. – Дон Чери, американски джаз музикант († 1995 г.)
- 1937 г. – Атанас Свиленов, български писател и журналист († 2015 г.)
- 1939 г. – Маргарет Атууд, канадска писателка
- 1940 г. – Кабус ибн Саид, султан на Оман († 2020 г.)
- 1943 г. – Астор, български илюзионист († 2022 г.)
- 1943 г. – Кръстьо Петков, български политик († 2016 г.)
- 1944 г. – Борислав Боянов, български математик († 2009 г.)
- 1949 г. – Херман Раребел, германски музикант (Scorpions)
- 1950 г. – Майкъл Суонуик, американски писател
- 1954 г. – Кристоф Вилхелм Айгнер, австрийски писател
- 1955 г. – Иван Илиев, български футболист
- 1960 г. – Александър Донски, македонски историк
- 1960 г. – Ким Уайлд, британска поп певица
- 1962 г. – Кърк Хамет, американски китарист (Metallica)
- 1963 г. – Петер Шмайхел, датски футболист
- 1967 г. – Красимир Димитров, български юрист
- 1968 г. – Оуен Уилсън, американски актьор
- 1970 г. – Пета Уилсън, австралийска актриса
- 1974 г. – Петер Солберг, норвежки автомобилен състезател
- 1978 г. – Ебру Йозкан, турска актриса
- 1981 г. – Витория Пучини, италианска актриса

## Починали
- 1683 г. – Луи дьо Бурбон, граф дьо Вермандоа, френски принц (* 1667 г.)
- 1827 г. – Вилхелм Хауф, немски поет и новелист (* 1802 г.)
- 1885 г. – Марин Маринов, български военен деец (* 1856 г.)
- 1886 г. – Честър Артър, 21-ви президент на САЩ (* 1829 г.)
- 1922 г. – Марсел Пруст, френски писател (* 1871 г.)
- 1931 г. – Васил Кирков, български актьор (* 1870 г.)
- 1931 г. – Иван Фичев, български военен деец (* 1860 г.)
- 1941 г. – Крис Уотсън, министър-председател на Австралия (* 1867 г.)
- 1944 г. – Райко Алексиев, български карикатурист (* 1893 г.)
- 1952 г. – Пол Елюар, френски поет (* 1895 г.)
- 1962 г. – Нилс Бор, датски физик, Нобелов лауреат през 1922 г. (* 1885 г.)
- 1976 г. – Ман Рей, американски художник (* 1890 г.)
- 1977 г. – Курт Шушниг, австрийски политик (* 1897 г.)
- 1980 г. – Франтишек Шорм, чешки химик (* 1913 г.)
- 1991 г. – Густав Хусак, комунистически президент на Чехословакия (* 1913 г.)
- 1993 г. – Тилемахос Кантос, кипърски художник (* 1910 г.)
- 2002 г. – Джеймс Кобърн, американски актьор (* 1928 г.)
- 2009 г. – Любен Станев, български писател (* 1924 г.)
- 2017 г. – Малкълм Йънг, австралийски китарист (AC/DC) (* 1953 г.)

## Празници
- Ден за борба с трафика на хора (от 2007 г., Европейски парламент)
- Латвия – Ден независимостта (1918 г., от Болшевишка Русия, национален празник)
- Узбекистан – Ден на националния флаг
- Хаити – Празник на въоръжените сили
- Мароко – Ден на независимостта (1956 г., от Испания)